# Norrlänningar (film)
Norrlänningar är en svensk dramafilm från 1930 i regi av Theodor Berthels.

## Om filmen
Filmen regisserades av Theodor Berthels och premiärvisades 3 februari 1930. Den spelades in i Filmstaden Råsunda med exteriörer från Sollefteåtrakten av Adrian Bjurman.

## Rollista
- Carl Barcklind – disponent Mauritz Berg, sågverksägare
- Elisabeth Frisk – Annie, hans dotter
- Georg Blomstedt – hemmansägare Carl Johan Edlund på Forsa
- Hilda Borgström – hans hustru
- Harry Ahlin – Gunnar, deras son
- Stina Berg – mamsell Malin, Bergs hushållerska
- Georg Skarstedt – Bertil Fogelklou, Annies kusin
- Weyler Hildebrand – Langar-Simon
- Joel Jansson – Erik, disponent Bergs dräng
- Theodor Berthels – läkaren
- Edla Rothgardt – kokerskan hos Berg
- Sickan Castegren – telefonisten